# Dolmen de Pouzac
Le Dolmen de Pouzac (ou dolmen de Pouzac 1) est un dolmen situé dans la commune des Roches-Prémarie-Andillé, dans le département de la Vienne, en France.

## Historique
Le dolmen est mentionné pour la première fois par un dessin conservé à la Bibliothèque Municipale de Poitiers.
En 1859, le dolmen est mentionné par Alphonse Le Touzé de Longuemar comme faisant partie de « deux groupes de dolmens, dont plusieurs sont détruits ».
Le dolmen est classé au titre des monuments historiques par arrêté du 10 mars 1977.

## Description
Le dolmen de Pouzac 1 (seul encore en place au lieu-dit Pouzac) est constitué d'une dalle de pierre calcaire mesurant 4 m de longueur par 2,70 m de largeur, et épaisse de 0,40 à 0,65 m. Cette dalle repose sur un pilier mesurant un mètre et sur un orthostate mesurant 1,30 m de longueur.

## Vestiges archéologiques
Du matériel lithique a été trouvé à l'emplacement du dolmen. Parmi celui-ci, les chercheurs ont mis au jour des pointes et des armatures de flèches, un perçoir, des éclats, des fragments de poterie, des grains de collier, des dents animales perforées ainsi que des restes humains en mauvais état. 